# Українське козацтво: Мала енциклопедія
«Українське козацтво: Мала енциклопедія» — енциклопедичне видання, присвячене історії, військовій, матеріалній, духовній, культурній і політичній діяльності українського козацтва.
Видана Науково-дослідним інститутом козацтва при Запорізькому державному університеті.

## Опис енциклопедії
В енциклопедії відображено обставини виникнення і становлення козацтва та його роль в історії, військове мистецтво, громадський устрій, судочинство, господарську діяльність, побут, звичаї та духовність, міжнародні контакти козацтва.
В енциклопедії також міститься серія біографічних статей про найвидатніші постаті козацької історії та про вітчизняних і зарубіжних державних діячів, дипломатів, вчених, письменників і митців, об'єктом уваги яких було козацтво. Висвітлюються питання розвитку козацьких традицій у XIX — ХХ століттях.
Авторами статей енциклопедії були 118 вчених з різних регіонів України. Енциклопедія містить 1376 статей, 283 ілюстрації і 79 карт. Всі ілюстрації і карти чорно-білі. Енциклопедія є довідковим виданням.
Українське козацтво: Мала енциклопедія. — Київ: Генеза; Запоріжжя: Прем'єр, 2002. — 568 с.: іл., карти.

## Нагороди
2002 року енциклопедія була удостоєна диплому книжного фестивалю «Світ книги — 2002» у місті Харкові у номінації «Книжка року — сузірья століть».
На ІІ Київській міжнародній виставці-ярмарку «Книжний сад — 2002» цього ж року енциклопедія отримала диплом першого ступеня у конкурсі «Найкраще видання нової епохи» у номінації «Найкраща книга початку 2002 року».

## Вихідні дані
- Українське козацтво: Мала енциклопедія. — Київ: Генеза; Запоріжжя: Прем'єр, 2002. — 568 с.: іл., карти.